# Burmargiolestes laidlawi
Burmargiolestes laidlawi – gatunek ważki z rodziny Rhipidolestidae. Występuje w północno-wschodnich Indiach; stwierdzony w stanach Bengal Zachodni, Manipur i Sikkim.